# Área de Proteção Ambiental da Bacia do Rio São João/Mico-Leão-Dourado
A Área de Proteção Ambiental da Bacia do Rio São João/Mico-Leão-Dourado é uma unidade de conservação de uso sustentável, com cerca de 150 373,03 hectares (1 503,7 km2), localizada no estado do Rio de Janeiro, no Brasil. Abrange ecossistemas da Mata Atlântica, como a "mata de baixada", mangues e a restinga. Tem como objetivo normatizar o uso da terra na área de ocorrência do mico-leão-dourado.
Abrange toda a bacia do rio São João, exceto áreas urbanas e a Reserva Biológica Poço das Antas e Reserva Biológica União, que são áreas de proteção integral.